# 129173 Mattgoman
129173 Mattgoman este o planetă minoră (asteroid), cu un diametru de 2,47 km, din centura de asteroizi. A fost descoperită pe 13 mai 2005 la Catalina Station⁠(d) de Catalina Sky Survey. 
Obiectul prezintă o orbită caracterizată de o semiaxă mare de 3,10903125898 UAi, o excentricitate de 0,15, o înclinație de 17,3 ° în raport cu ecliptica.